# Pagliare (Spinetoli)
Pagliare (anche Pagliare del Tronto, e Li Pagghjàra in dialetto ascolano) è una frazione di Spinetoli, comune italiano della provincia marchigiana di Ascoli Piceno.
Si tratta di una frazione di poco meno di 5000 abitanti situata nella valle del Tronto lungo la via Salaria; fu comune autonomo sotto lo Stato Pontificio e nei primi anni dell'Unità d'Italia, per poi passare nel 1866 a fare parte di Spinetoli.

## Storia e origini del nome
Pagliare apparteneva al castrum di Spinetoli prima del XVI secolo. Il centro abitato sorse nel Quattrocento, grazie ai flussi migratori dall'Appennino, in particolare da Pantorano di Mozzano. La riva sinistra del Tronto cominciò così a riempirsi di abitazioni provvisorie di paglia, denominate appunto pagghiare, e la colonizzazione proseguì a lungo.
Nel XVI secolo l'insediamento conquistò autonomia dall'autorità spinetolese, grazie al breve camerale che consentiva di organizzare autonomamente i tributi dovuti ad Ascoli. La comunità ebbe un catasto e definì i propri confini.
Spinetoli si oppose, e avviò una lunga vertenza per riaffermare la propria giurisdizione; il che, nella completa neutralità da parte ascolana, coinvolse una serie di autorità (fino al ministero dell'Interno dello Stato della Chiesa) con notevole dispendio economico per i pagliarani.
Nel Seicento erano sorte le prime abitazioni stabili in muratura e, nel prosieguo della controversia (1658), la Santa Sede confermò la separazione di Pagliare da Spinetoli mantenendo alla prima le autonomie conquistate. In particolare, Pagliare era retta da massari (assessori) e consiglieri, e teneva un Consiglio pubblico e generale in una propria Sala consiliare, alla presenza di un deputato ecclesiastico e del podestà di Spinetoli.
Nel 1813, in concomitanza con l'inaugurazione della parrocchiale di Sant'Antonio Abate, l'antico nome di Pagliare di Pantorano venne meno e il comune acquistò la moderna denominazione. La soppressione avvenne nel 1866, subito dopo l'Unità d'Italia: Pagliare fu allora riannessa al comune di Spinetoli, del quale oggi costituisce l'agglomerato più popoloso, risultando molto più grande e importante dello stesso capoluogo.

## Mobilità e trasporti
Nella località è presente una fermata ferroviaria denominata "Spinetoli-Colli", posta lungo la ferrovia Ascoli Piceno-San Benedetto del Tronto, servita da treni della società Trenitalia.
Le autolinee di trasporto pubblico urbano ed extraurbano sono gestite dalla società START SpA, con autobus che collegano Pagliare con Spinetoli, Ascoli Piceno, San Benedetto del Tronto e limitrofi rendendo agevoli gli spostamenti per i residenti così come per i turisti.

## Oasi naturalistica La Valle
Nelle adiacenze della sponda del fiume Tronto sorge l'oasi naturalistica La Valle. Comprende un centro visite (con sala conferenze e sala mostre) e un'area faunistica.
Inoltre l'area è stata impreziosita con una serie di sculture di pietra e una rete di percorsi ciclo-pedonali con cartelli illustrativi della flora e fauna del luogo. Vicino al sentiero c'è anche un'area dove si può andare a cavallo (il sentiero è a sud dell'oasi, oltre il ponte sul laghetto artificiale)

## Le piste ciclabili

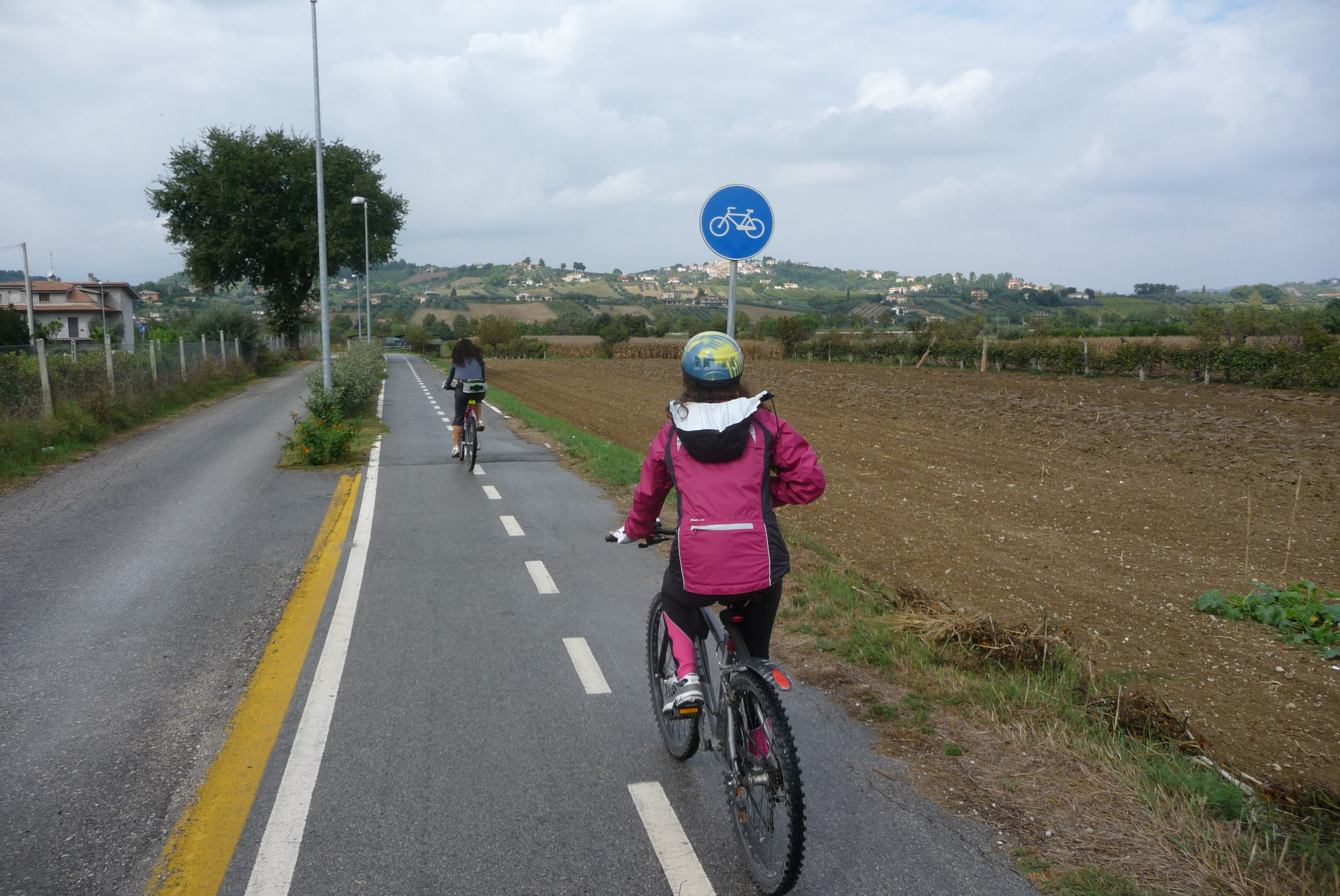
La rete ciclabile a Pagliare del Tronto

Pagliare del Tronto è stata la prima località nella Valle del Tronto ad inaugurare una rete di percorsi ciclabili. La rete è collegata alla Ciclovia Salaria, il lungo percorso che corre sull'argine del Tronto e che una volta completato collegherà la costa Adriatica con Ascoli Piceno, con Roma e con la costa tirrenica.

## Sport

### Calcio
Pagliare ha due società sportive di calcio, la prima è la A.S.D. Pagliare Calcio ed è stata fondata nel 1974.
La squadra dopo aver vinto il campionato di Promozione nel 2012 è stata promossa nel campionato di Eccellenza.
I colori sociali sono il bianco e il rosso, e disputa le partite casalinghe al campo sportivo Oasi la Valle locato sulla strada che collega la frazione spinetolese all'altra frazione di San Pio X.
L'altra società è invece l'A.S.D. Virtus Pagliare che, fondata nel 2009, dopo aver conquistato il campionato di Terza Categoria al suo primo anno di vita ora gioca stabilmente nel campionato di Seconda Categoria delle Marche, nel girone H.
La squadra gioca nell'impianto del Vecchio Comunale, campo sportivo usato fino a qualche anno fa dall'altra più blasonata squadra pagliarana, impianto che si trova adiacente all'uscita di Spinetoli dell'Ascoli-Mare proseguendo in direzione Ancarano.

### Pallavolo
Oltre al calcio Pagliare vanta una società di pallavolo femminile, la A.S.P.D. Pagliare Volley, che partecipa al campionato nazionale di Serie B2.
Il Pagliare Volley è stato fondato nel 1994, i colori sociali sono il bianco ed il verde e gioca presso il Palazzetto dello Sport sito in via Vecchi, proprio nel cuore del paese.

## Festività
A Pagliare (tra il 31 e il 9 agosto in genere) si festeggia ogni anno la sagra in onore di Maria SS. Addolorata. Mentre la seconda domenica di ottobre si festeggia ogni anno la fiera o mercato del paese.